# Actinoptera reticulata
Actinoptera reticulata är en tvåvingeart som beskrevs av Ito 1984. Actinoptera reticulata ingår i släktet Actinoptera och familjen borrflugor. Inga underarter finns listade i Catalogue of Life.